# Marc Dutroux
Marc Dutroux (Elsene, 6 november 1956) is een Belgische seriemoordenaar en serieverkrachter. Hij werd in 2004 veroordeeld tot levenslang voor ontvoering, gijzeling, verkrachting, moord en illegale handel. Hij werd in 1996 opgepakt voor de ontvoering en verkrachting van zes meisjes, van wie slechts twee overleefden, bekend als de zaak-Dutroux. Eerder werd hij al veroordeeld voor de ontvoering en verkrachting van vijf meisjes (in 1989). Dutroux werd in 2004 ook veroordeeld voor moord op zijn kompaan en voor de verkrachting van drie meisjes in Slowakije. Daarnaast pleegde Dutroux een onbekend aantal verkrachtingen, voornamelijk in België, Frankrijk en Slowakije.

## Levensloop

### Jonge jaren en eerste criminele feiten (1956-1985)

#### Jeugdjaren
Dutroux groeide op in een gezin met drie jongere broers en een jongere zus. Nadat zijn vader, een leraar, in 1956 vertrok naar Belgisch-Congo, verhuisde het gezin daarheen en het verbleef daar tot 1960. Na hun terugkomst trok het gezin naar het Waalse Obaix, waar de vader les gaf op de lagere school. Door meerdere conflicten werd hij begin 1971 met pensioen gestuurd. Hierdoor werd de situatie in het gezin Dutroux steeds moeilijker, waarna de ouders van Marc Dutroux scheidden. Marc Dutroux bleef bij zijn moeder wonen tot zij een nieuwe vriend leerde kennen.
Op school bleek Marc Dutroux het moeilijk te hebben met gezag en autoriteit. Hij voltooide zijn lagere school op vier verschillende scholen en stopte met het middelbaar in de derde school binnen vijf jaar tijd. Hij haalde uiteindelijk een diploma A3 mechanica na het afronden van het derde middelbaar.
Nadat zijn moeder haar nieuwe vriend leerde kennen, trok Marc Dutroux naar een kennis. Die kennis bleek een veroordeeld pedofiel te zijn, die Dutroux hielp aan een kamer boven een snackbar in Charleroi. De snackbar was een verzamelpunt van de homoseksuele gemeenschap in Charleroi. Dutroux werkte samen met de kennis als arbeider, maar liet zich door hem en andere homoseksuele contacten ook betalen voor seksuele diensten.
Er volgde een reeks van verschillende werkervaringen, waarbij het een constante bleek dat Dutroux weinig gemotiveerd en zelden correct op de werkvloer verscheen. Sinds 1980 ontving hij een werkloosheidsuitkering, die hij al snel aanvulde met kleine klusjes, handel in auto's en auto-onderdelen en criminele activiteiten zoals diefstal.

#### Huwelijken
Dutroux leerde zijn eerste vrouw, Françoise Dubois, kennen op de schaatsbaan van La Louvière. Op dat moment was hij 21 en zij 16. Dutroux en Dubois trouwden in 1976, gingen samen wonen in Haine-Saint-Pierre en kregen samen twee zonen. Zodra Dubois zwanger raakte, veranderde Dutroux in een jaloerse en opvliegende echtgenoot. Hij was steeds vaker weg van huis, op de schaatsbaan of in een discotheek, waar hij jonge meisjes verleidde. Eén van hen vertelde nadien dat hij een voorkeur had voor "tieners tussen 13 en 16 jaar". In diezelfde periode startte Dutroux met het plegen van kleine diefstallen, waarbij hij twee keer betrapt werd en zo de eerste keer in aanraking kwam met het gerecht.
In 1981 leerde Dutroux Michelle Martin kennen, die zijn vaste minnares werd. Hij biechtte haar bestaan op aan Dubois in 1982, omdat hij hoopte dat ze samen een gezin konden vormen. Dubois weigerde echter en in 1983 trok zij weg. Ook een andere, gelijktijdige, relatie van Dutroux liep in 1983 op de klippen. Dutroux zou daarna met Martin gaan samenwonen in Goutroux.
Al meteen was Martin zwanger, het eerste kind van drie kinderen die ze samen zouden krijgen. Tijdens de zwangerschap zocht Dutroux meteen het gezelschap op van andere vrouwen. Uit verklaringen van vrienden en familie van Martin bleek bovendien dat Dutroux bijzonder gewelddadig was en Martin in zijn greep had. Pas in 1988, wanneer Dutroux en Martin in voorhechtenis zaten voor de ontvoeringen en verkrachtingen in 1985, trouwden ze in de gevangenis van Jamioulx.

#### Criminele feiten
Dutroux betrok Martin ook al snel in zijn criminele activiteiten. Zo gingen de twee in 1983 samen op pad om schroot te stelen. Het was tijdens die diefstal dat Dutroux een oude kennis, Patrice Charbonnier, tegen het lijf liep. Samen zouden de twee alleenstaande ouderen beroven, die Charbonnier als postbode wist te wonen.
Het was voor Dutroux de opstap naar het zwaardere werk: in 1983 overviel hij met twee kompanen een oudere vrouw in Haine-Saint-Pierre. Pas in 1985 werd een van de mededaders gevat, die vervolgens Dutroux verraadde. Dutroux werd opgepakt en hij werd een maand in voorarrest geplaatst. Nadien werd hij weer vrijgelaten.

### Eerste ontvoeringen en verkrachtingen (1985-1991)
Tussen januari 1985 en december 1985 ontvoerde en verkrachtte Marc Dutroux minstens vijf meisjes: Catherine B. (18) op 31 januari, Sylvie D. (11) op 7 juni, Maria V. (19) op 17 oktober, Axelle D. (18) op 14 december 1985 en Elisabeth G. (15) op 18 december 1985. Dutroux pleegde de feiten nooit alleen. Enkele keren werkte hij samen met kompaan Jean Van Peteghem, die hij in maart 1985 leerde kennen. Martin bleek betrokken te zijn bij minstens twee ontvoeringen, maar was op de hoogte van alle feiten. Voor de ontvoering en verkrachting van Catherine B. zijn nog steeds geen handlangers bekend.
De ontvoeringen en verkrachtingen uit 1985 vertonen sterke gelijkenissen met de latere ontvoeringen in 1995 en 1996. Zo trok Dutroux op dezelfde wijze slachtoffers van op de fiets in zijn bestelwagen of zocht hij ze op bij het zwembad. De rol van Van Peteghem en latere kompaan Michel Lelièvre tonen sterke gelijkenissen en ook de betrokkenheid van Michelle Martin is opvallend.
Doordat Van Peteghem en Dutroux tijdens de ontvoeringen uitvoerig over zichzelf vertelden aan hun slachtoffers, konden ze nadien makkelijk worden geïdentificeerd. Na de ontvoering en verkrachting van Elisabeth G. werd Van Peteghem opgepakt. Hij bekende al snel ook andere feiten en vertelde dat Dutroux en Martin betrokken waren.
Dutroux werd in 1986 in voorhechtenis opgesloten in de gevangenis van Jamioulx. In 1989 volgde de veroordeling van Dutroux, Martin en Van Peteghem. Dutroux kreeg een gevangenisstraf van tien jaar en zijn echtgenote Michelle Martin een straf van vijf jaar. Dutroux werd bovendien veroordeeld tot drie jaar gevangenisstraf voor de overval uit 1983 en kreeg nog 6 maanden gevangenisstraf voor verschillende kleinere diefstallen. Van Peteghem werd veroordeeld tot 6,5 jaar gevangenisstraf. Na zijn veroordeling in 1989 werd Dutroux overgebracht naar de gevangenis van Bergen.
Van Peteghem werd in 1991 vrijgelaten en stierf kort nadien in een verkeersongeluk. In 1992 werden Dutroux en Martin door de toenmalige minister van Justitie Melchior Wathelet in het kader van de Wet-Lejeune vervroegd vrijgelaten. Intussen is het duidelijk dat Dutroux tijdens zijn gevangenschap in Bergen alles op alles zette om een evaluatie goed gedrag te krijgen. Zo toonde hij een grote bekommernis om zijn grootmoeder, wier huis hij in 1991 tijdens zijn penitentiair verlof gaat schoonmaken. Daarnaast zocht hij het gezelschap op van aalmoezenier Albert Devroede, die hem in 1992 positief zou evalueren - in tegenstelling tot de evaluatie van de gevangenisdirecteur.

### Tussenjaren (1992-1994)
Na zijn vrijlating in 1992 duurde het niet lang voor Marc Dutroux opnieuw herviel in zijn oude gewoonten. Eind 1992 betastte Dutroux opnieuw een 14-jarig meisje op een ijsbaan, ditmaal in Montignies-sur-Sambre. De politie besefte niet wie Dutroux was en hij ontsnapte aan gerechtelijke stappen. Dutroux besefte echter dat hij door het oog van de naald gekropen was.
In de jaren die daarop volgen bereidde Dutroux zijn volgende stappen voor. Hij startte met werkzaamheden in zijn huis in Marchienne-au-Pont, waar hij een oude watertank wilde verbouwen tot bergplaatsen voor ontvoerde kinderen. En hij zocht naar een geschikte kompaan om hem te helpen bij zijn ontvoeringen. Bij zijn eerste poging dreigde het meteen mis te lopen: nadat Dutroux Claude Thirault verteld had over zijn bergplaatsen en hem vroeg om na een feestje te helpen twee meisjes van 13 à 14 jaar te ontvoeren, weigerde deze en vertelde zijn verhaal kort daarna aan de Rijkswacht. Zij vielen binnen in het huis in Marchienne, maar vonden geen bezwarende elementen. Dutroux verklaarde dat hij werkte aan een betere afwatering. Gewaarschuwd door de inval, startte Dutroux met gelijkaardige werkzaamheden in zijn huis in Marcinelle.
Een maand eerder, in september 1993, had Marc Dutroux zijn oude vriend Patrice Charbonnier nog gevraagd om hem te helpen met het ontvoeren van jonge meisjes. Ook Charbonnier weigerde. Enkele weken later vertelde Dutroux aan Charbonnier dat hij tijdens de zomermaanden een liftster had verkracht in Frankrijk. Het was het einde van de vriendschap met Charbonnier, die evenwel niet naar de politie stapte.
Dutroux besloot zich voorlopig niet in te laten met de zoektocht naar een kompaan en storte zich op het afwerken van de bergkelder in Marcinelle. Hij zette echter zijn verkrachtingen in het buitenland voort, waarbij vooral zijn reizen naar Slowakije slachtoffers maakten.
In 1995 probeerde Dutroux het opnieuw, dit keer bij Olivier Preeels. Preeels, een negentienjarige drugsverslaafde, kwam per toeval met autopech bij de familie Dutroux terecht. Dutroux zou gebruik maken van de heroïne-verslaving van Preeels om hem aan het lijntje te houden. Hij beval Preeels om een meisje jonger dan 16 jaar te ontvoeren, pas dan zou hij drugs krijgen. Preeels deed dit echter niet. Daarop zouden Preeels en Dutroux samen een poging ondernemen, maar opnieuw haakte Preeels af. Hierop verbrak Dutroux zijn relatie met Preeels. Het was toen juni 1995. In dezelfde maand ontvoerde Dutroux in Grâce-Hollogne twee jonge meisjes: Julie Lejeune en Melissa Russo, zie verderop.

### Topoľčany (1994-1996)
Zodra Marc Dutroux begreep dat hij in het buitenland minder kans had om gevat te worden, verbreedde hij zijn actieterrein. Via een voormalige celgenoot, Michaël Diakostavrianos, kwam Dutroux terecht in het Slowaakse Topoľčany. Dutroux deed zich voor als belangrijke ondernemer en slaagde er als westerling in het vertrouwen van de lokale bevolking te winnen. Hij trok al snel maandelijks naar het stadje, samen met Diakostavrianos, met zijn nieuwe kompaan Michel Lelièvre of alleen. Vooral het plaatselijke vrouwelijke ijshockeyteam trok Dutroux' aandacht en hij had seks met vele ijshockeysters.
Intussen overtuigde Dutroux enkele kennissen van zijn goede bedoelingen, waarop hij voorstelde hun dochters de zomer in België door te laten brengen. De zusjes Eva (19 jaar in '94) en Janka (15 jaar) Macko kende hij van het ijshockeyteam en hij slaagde er in hun ouders over te halen hen de zomer in België te laten doorbrengen. Zowel in 1994 als in 1996 verbleven de zusjes in het huis van Dutroux in Marcinelle. Hij verdoofde (met Rohypnol) en verkrachtte hen daar en maakte er video-opnames van. Toen de zusjes in 1996 op bezoek waren bij Dutroux in Marcinelle, zat Sabine Dardenne al opgesloten in de bergkelder.
Tijdens een bezoek aan Topol'čany in juni 1995 sleurde Marc Dutroux de jonge Henrietta Palusova in zijn bestelwagen, verdoofde en verkrachtte hij haar. Opnieuw nam Dutroux alles op. Nadien liet hij Palusova achter langs de kant van de weg.
De verkrachting van de drie meisjes uit Topl'čany werd door Dutroux gefilmd en de opnames werden na zijn arrestatie teruggevonden. Dutroux werd, tijdens het proces in 2004, ook voor deze verkrachtingen veroordeeld. Het is tot op heden echter niet duidelijk of Dutroux nog meer verkrachtingen in dezelfde regio gepleegd heeft, al lijkt dat wel zeer waarschijnlijk.

### Marcinelle (1995-1996)
Meer en uitgebreide informatie over de ontvoeringen, verkrachtingen en moorden in deze periode: Zaak-Dutroux.
Op 24 juni 1995 ontvoerde Dutroux, samen met Bernard Weinstein, Julie en Melissa in Grâce-Hollogne. De meisjes bleken te jong voor Dutroux en hij besliste hen op te sluiten zodat hij later met Melissa en Weinstein met Julie zou kunnen trouwen. Dit weerhield beide mannen er overigens niet van de meisjes seksueel te misbruiken. De meisjes verbleven eerst in de kamer van een van de zonen van Dutroux. Zodra de bergkelder klaar was sloot hij hen daar op. Michelle Martin was vooraf niet op de hoogte van de ontvoering, maar Dutroux bracht haar meteen nadien op de hoogte.
An (17) en Eefje (19) waren in augustus 1995 op vakantie aan zee, toen ze op 22 augustus 1995 na een show strandden in Westende. De meisjes besloten te liften naar Oostende, waar de rest van de groep verbleef. Per toeval pikten Marc Dutroux en zijn nieuwe kompaan Michel Lelièvre de meisjes op. Ze verdoofden hen en namen hen mee naar het huis in Marcinelle. Daar verbleven Julie en Melissa op dat moment in de kelder, daarom sloot Dutroux An en Eefje op in de kamer van een van zijn zonen.
Marc Dutroux verklaarde achteraf dat het niet haalbaar bleek om de vier meisjes tegelijk in huis te hebben. Bovendien bleef Eefje tekenen van weerbarstigheid tonen en wist ze twee keer bijna te ontsnappen. Volgens Michelle Martin zou Dutroux An en Eefje in september 1995 verdoofd hebben en ze nadien, samen met Bernard Weinstein, levend begraven hebben onder de schuur aan diens woning.
Kort nadien, in oktober 1995, liep een diefstal van een vrachtwagen door Weinstein en een kompaan, Pierre Rochow, uit de hand. Samen met Dutroux wilden ze de vrachtwagen verder verkopen, maar deze bleek uit de hangar van Dutroux te zijn gestolen. Weinstein en Dutroux verdachten Rochow en besloten hem een lesje te leren. Hierbij verdoofden ze Rochow, diens vriend en zijn vriendin. Ze beroofden de vriendin van Rochow, die echter kon ontsnappen en de politie waarschuwde. Weinstein en Dutroux moesten op 5 november 1995 tijdelijk onderduiken. Kort daarna vermoordde Dutroux Weinstein, deels uit angst om verraden te worden, deels om hem vooraf te bestelen. Hij verdoofde Weinstein en begroef hem in de tuin van het huis in Sars-la-Buissière. Nadien, op 6 december 1995, werd Dutroux opgepakt voor de gijzeling van Rochow en diens vriend en vriendin. Hij zat drie maanden en een half in voorarrest, tot 20 maart 1996.
Na zijn vrijlating in maart 1996 trof Dutroux een sterk verzwakte Julie en Melissa aan in het huis in Marcinelle. Michelle Martin had de beide meisjes sterk verwaarloosd tijdens de afwezigheid van Dutroux. Julie overleed kort daarna, Melissa enkele dagen later. Dutroux bracht de beide meisjes naar Sars-la-Buissière en begroef hen daar.
Het duurde niet lang voor Dutroux een nieuw slachtoffer zocht. Samen met Lelièvre ontvoerde hij op 28 mei 1996 de twaalfjarige Sabine Dardenne. Dutroux begon haar vrijwel meteen te misbruiken en deed dat daarop elke dag opnieuw. Op andere momenten dwong hij haar tot huishoudelijk werk, maar verder sloot Dutroux Dardenne steevast op in de bergkelder onder het huis. Ook toen hij naar Slowakije ging of wanneer er Slowaaksje meisjes bij hem verbleven.
Anders dan bij de vooraf uitgekiende ontvoering van Sabine Dardenne, liep het op 9 augustus 1996 helemaal mis. Marc Dutroux en Michel Lelièvre trokken opnieuw op pad, op zoek naar een slachtoffer. Zonder grondige verkenning, gingen ze naar het zwembad van Bertrix. Op weg naar daar kampten ze met problemen met de bestelwagen die ze zouden gebruiken. Aan het zwembad zagen ze Laetitia Delhez, waarop Lelièvre haar aansprak en Dutroux haar in de bestelwagen sleurde. Echter, de problemen met de bestelwagen zorgden er ook voor dat Lelièvre, die aan het stuur zat bij de ontvoering, niet snel wegraakte. Hierdoor konden ooggetuigen het voertuig en de nummerplaat beschrijven. Eénmaal in Marcinelle verkrachtte Dutroux Laetitia herhaaldelijk en sloot hij haar na enkele dagen op bij Sabine Dardenne.

### Arrestatie (1996)
Op 13 augustus 1996 bracht Dutroux een bezoek aan zijn gezin, dat intussen in het huis in Sars-la-Buisière verbleef. Daar werden Dutroux, Martin en Lelièvre door speciale arrestatieteams gearresteerd, op verdenking van de ontvoering van Laetitia Delhez.
Pas enkele dagen later, op 16 augustus 1996, kraakte Lelièvre. Marc Dutroux vertelde de speurders daarop dat niet enkel de zes dagen tevoren ontvoerde Laetitia Delhez in zijn huis was, maar dat ook Sabine Dardenne daar verbleef. Diezelfde dag konden de speurders, op aanwijzen van Marc Dutroux, de beide meisjes bevrijden uit hun cel in Marcinelle. Zij waren beiden nog in leven.
In de weken en maanden daarop bleek dat Dutroux ook verantwoordelijk was voor de ontvoering van Julie Lejeune, Mélissa Russo, An Marchal en Eefje Lambrecks en voor de verdwijning van zijn handlanger Bernard Weinstein. Zij werden allen dood teruggevonden.

### Ontsnapping (1998)
Dutroux wist op 23 april 1998 kortstondig te ontsnappen uit het gerechtsgebouw van Neufchâteau. Na een uur of vier werd hij in de bossen van de Ardennen bij het plaatsje Herbeumont door boswachter Stéphane Michaux opgemerkt en vervolgens gearresteerd. Hierop namen minister van Binnenlandse Zaken Johan Vande Lanotte, minister van Justitie Stefaan De Clerck en generaal Willy Deridder (commandant van de Rijkswacht) – uit eigen beweging – ontslag. In 2000 kreeg Dutroux vijf jaar gevangenisstraf voor het bedreigen van een agent tijdens deze ontsnapping.
In 2002 kondigde Michelle Martin aan van Dutroux te willen scheiden, eind 2003 was de scheiding een feit.

### Veroordeling en strafuitvoering (2004-heden)
Op 17 juni 2004 werd Dutroux schuldig bevonden aan ontvoering en verkrachting van zes meisjes en moord op vier meisjes. Volgens de jury was hij het hoofd van een criminele bende en is hij ook verantwoordelijk voor de verkrachting van drie meisjes uit Slowakije. Dutroux bekende de ontvoering en verkrachting, maar schoof de verantwoordelijkheid voor de dood van de meisjes op zijn handlangers. Hij beweerde slechts een klein radertje in een veel groter netwerk te zijn en in opdracht te handelen.
Op 22 juni 2004 werd hij veroordeeld tot levenslange opsluiting en tien jaar terbeschikkingstelling van de regering, ondertussen gewijzigd in terbeschikkingstelling van de strafuitvoeringsrechtbank.
In 2008 werd hij overgebracht van de gevangenis van Itter naar die van Nijvel. In maart 2010 moesten bewakers ingrijpen om te vermijden dat hij in elkaar werd geslagen door andere gevangenen. Eind januari 2011 werd hij opnieuw overgebracht naar Itter wegens een interne organisatie.
In 2013 vroeg hij vervroegde vrijlating aan. Dit verzoek werd afgewezen. In 2019 vroeg hij wederom vervroegde vrijlating aan. Indien dit verzoek zou worden ingewilligd zou Dutroux op z’n vroegst in 2021 de cel mogen verlaten. Zijn advocaat zette de plannen voor vervroegde vrijlating echter in de ijskast, naar aanleiding van een vernietigend rapport dat verschenen was over de mentale gezondheid van Dutroux. Dat rapport werd opgesteld op verzoek van een rechtbank in Brussel. Indien er geen sprake zou zijn van gevaar voor herhaling, dan zou Dutroux in aanmerking kunnen komen voor vervroegde vrijlating. Deskundigen die Dutroux in 2020 onderzochten, concludeerden echter dat Dutroux nog altijd een gevaar voor de samenleving vormde en psychopatisch was.

## Huizen van Dutroux
Marc Dutroux bezat zeven huizen, waarvan hij er vier gebruikte voor zijn ontvoeringen:
- Het huis in Marcinelle (Avenue de Philippeville 128) wordt het vaakst genoemd in de media. Hier hebben alle meisjes vastgezeten, in de kelder en/of in de slaapkamer. De stad Charleroi heeft het huis in 2009 onteigend, enerzijds vanwege wat er zich heeft afgespeeld, anderzijds vanwege de slechte staat van het huis. Volgens de onteigeningsprocedure mag de eigenaar nog een laatste bezoek aan zijn huis brengen. Dat is de reden waarom Dutroux op 10 september 2009 onder zware politiebewaking zijn woonhuis in Marcinelle voor zeer korte tijd bezocht.[20] In 2009 werden er panelen voor de voorgevel geplaatst, met daarop een afbeelding van een kind met een vlieger. Op 7 juni 2022 is begonnen met de afbraak van het pand (en twee naburige panden). Op verzoek van de ouders blijft de kelder bewaard.[21]  Eind 2023 opent op de plaats "Een tuin tussen hemel en aarde", een herdenkingstuin waar de ouders van de slachtoffers van Dutroux aan mee werken.[22]Op 19 september 2023 is deze tuin geopend. Er is een fresco te zien waar een kind een vlieger oplaat. De tuin is niet toegankelijk voor publiek. Wel kunnen er in een nis bloemen of kaarsen worden achtergelaten.[23]
- Een huis in Jumet (Rue Daubresse, voormalig nr 63), dat inmiddels gesloopt is. In de tuin van dit huis zijn An en Eefje begraven door Dutroux. Bernard Weinstein heeft een tijd in dit huis gewoond. Op de plek van het huis is een klein monument geplaatst.
- Een huis in Marchienne-au-Pont. Julie en Mélissa zijn hier korte tijd vastgehouden na hun ontvoering. Hier wilde Dutroux oorspronkelijk bergplaatsen voor ontvoerde meisjes bouwen, maar na een tip viel de Rijkswacht binnen waarna Dutroux zijn plannen in Marcinelle uitvoerde.
- Een huis in Sars-la-Buissière (Rue de Rubignies, voormalig nr 43); Hier zijn Julie, Mélissa en Bernard Weinstein begraven nadat Dutroux Weinstein vermoordde en de meisjes gestorven waren door verhongering. Het huis werd begin 2009 door de gemeente Lobbes opgekocht. Deze is van plan er een park aan te leggen waar de slachtoffers van Dutroux zullen worden herinnerd. De gemeente kocht het huis in 2008 voor € 46.000,-. Het geld gaat naar proceskosten van de nabestaanden van de slachtoffers van Dutroux.[24] In het voorjaar van 2023 is dit huis gesloopt.[25][26]

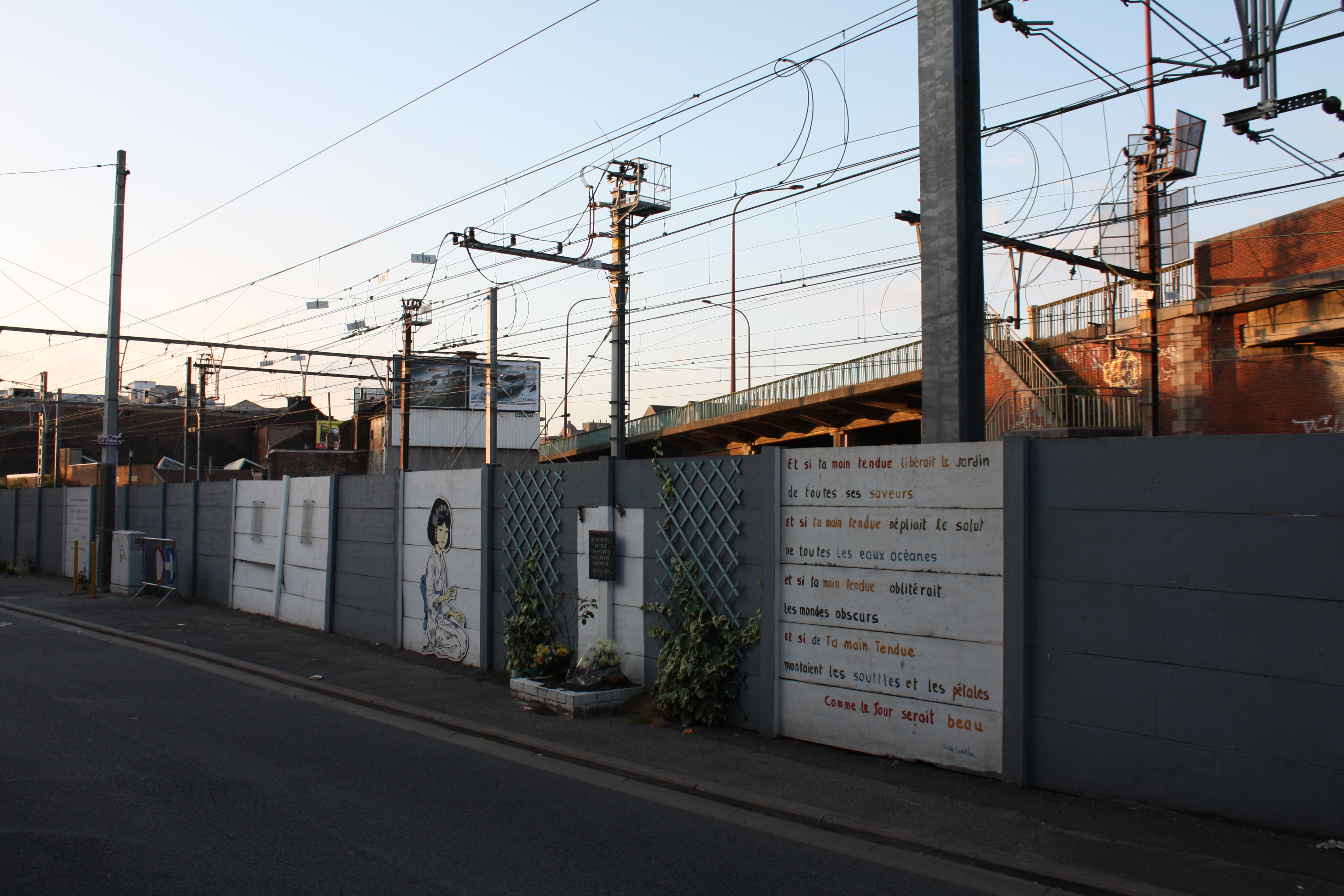
Muurschildering op een muur tegenover het huis in Marcinelle.
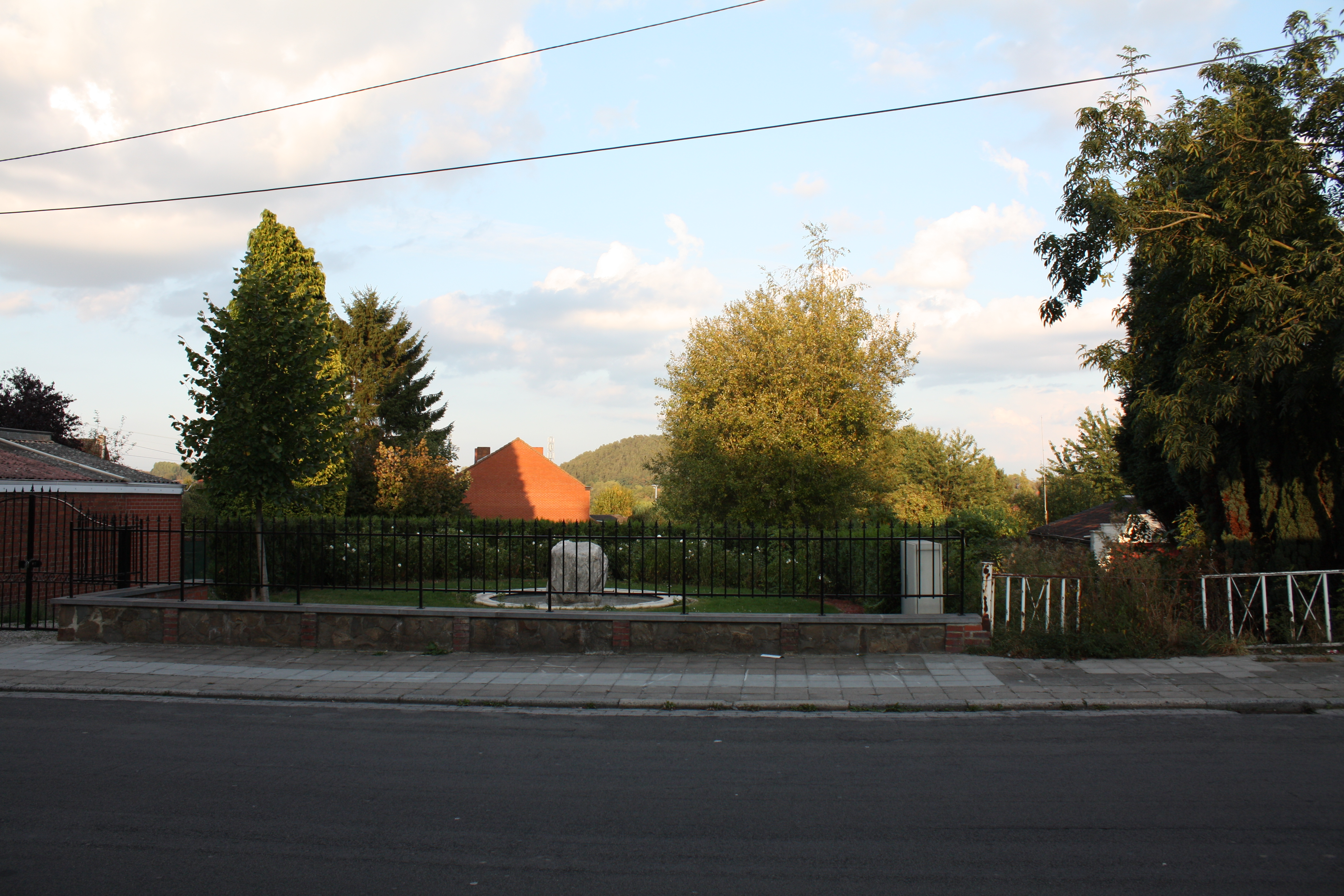
Locatie van een huis van Dutroux in Jumet.
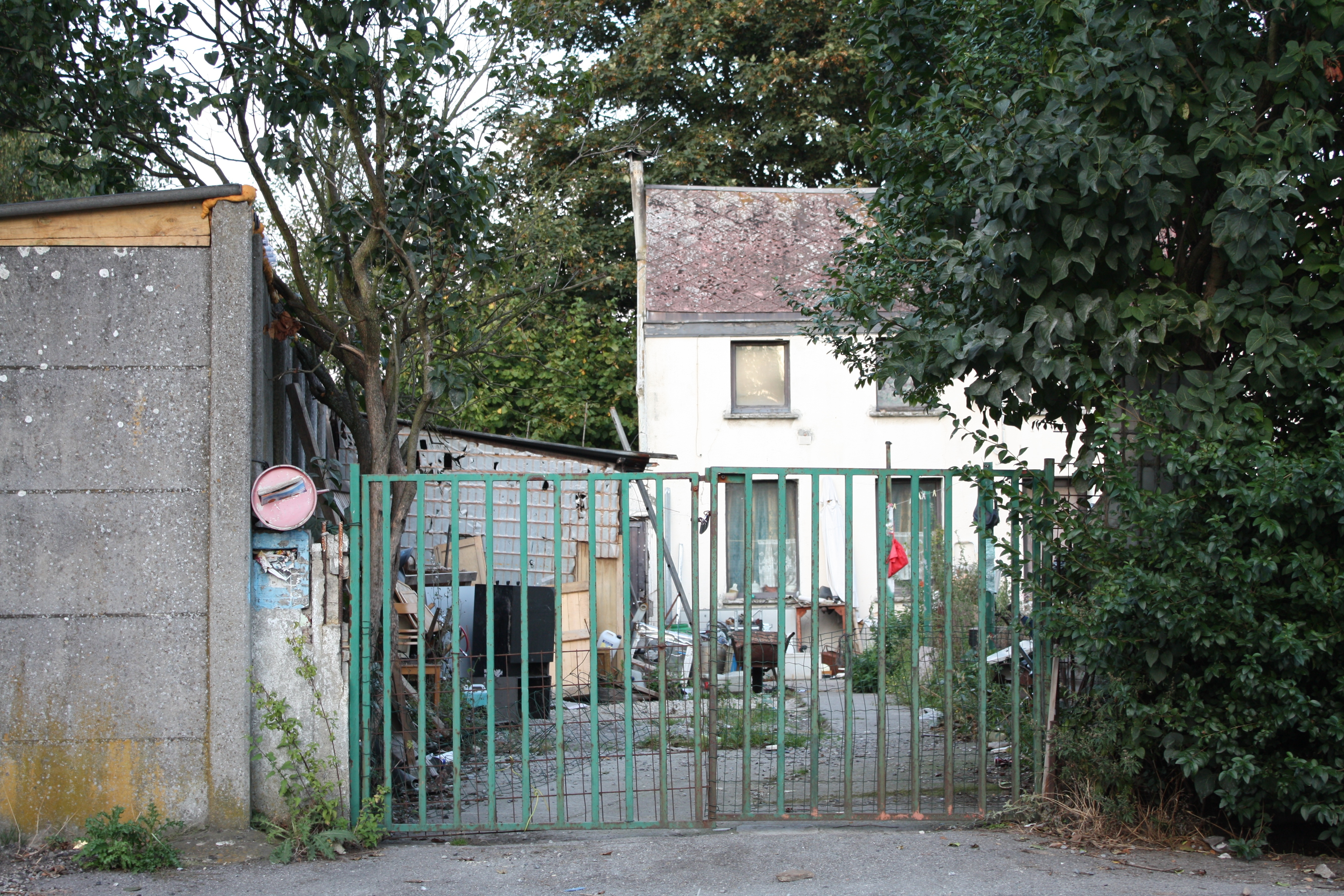
Huis in Marchienne-au-Pont.

## In de media
- De Commissie-Dutroux. Het rapport (met commentaar) – door Wim Winckelmans (1997) ISBN 9789056171223
- Mijn zoon Marc Dutroux – door vader Victor Dutroux (2003) ISBN 9789002214059
- De zaak Marc Dutroux – door oud-journalist Hans Knoop (1998) ISBN 9055015857
- Ik was twaalf en ik fietste naar school – door overlevend slachtoffer Sabine Dardenne (2005) ISBN 9049999719
- De X-dossiers – Wat België niet mocht weten over de zaak-Dutroux – door Annemie Bulté, Douglas De Coninck en Marie-Jeanne Van Heeswyck (1999) ISBN 9052405360